# Cái bóng của những đứa trẻ
Bộ truyện Shadow Children viết bởi Margaret Peterson Haddix nói về tương lai khi con người bị nạn đói tấn công và chính phủ dân chủ bị lật đổ thay vào là một chính phủ mới, độc tài và hình thành bộ luật mới với mục đích hạn chế sinh sản và bắt giết tất cả những"Shadow Children", là đứa con thứ ba trong các gia đình.

## Tổng quát bộ truyện
Luke Garner, là đứa trẻ thứ ba trong thời điểm nạn đói hoành hành và vì mỗi nhà chỉ được hai đứa con, Luke phải sống cuộc đời của mình trốn trong nhà để không ai biết mình tồn tại và để tránh cảnh sát dân số (là một trong những người thuộc chính phủ có nhiệm vụ tìm bắt những đứa trẻ thứ ba). Một ngày nọ, trời xui đất khiến Luke gặp được Jen Talbot là hàng xóm sống gần nhà Luke cũng là đứa trẻ thứ ba nhưng lại có cuộc sống của giới nhà giàu. Jen đang tính làm cuộc biểu tình đòi trả tự do cho những đứa trẻ thứ ba được tự do trước nhà của tổng thống, để chứng minh chính phủ đã sai. Luke vì sợ hãi nên đã không tham gia, nhưng sau nhiều tuần không thấy Jen, Luke liền qua nhà Jen và bị ông Talbot là cha của Jen phát hiện, ông Talbot là thành viên của cảnh sát dân số nhưng Talbot lại là người ủng hộ những đứa trẻ thứ ba, chú Talbot nói Jen đã bị giết và tất cả những đứa trẻ khác trong cuộc biểu tình đều bị sát hại. Chú Talbot giúp Luke làm giả thẻ ID (chứng minh nhân dân) và đưa Luke đến trường học và không phải trốn trong nhà nữa. Ở trường, Luke đã làm quen được nhiều người bạn mới, Luke phát hiện đa số họ là những đứa trẻ thứ ba và Luke cũng phát hiện có nội gián của cảnh sát dân số trong trường. Tên nội gián đã bị rơi vào bẫy của Luke và cuối cùng bị bắt bởi cảnh sát dân số.
Sau đó, Luke cùng với Nina, Trey, Percy, Matthias, và Alia, tất cả đều là đứa trẻ thứ ba. Họ đều phải vượt qua nhiều thử thách của sự phản bội, sự dũng cảm, và bộ mặt thật của kẻ thù. Cùng với nhau họ vượt qua hết tất cả những khó khăn tưởng chừng như không thể vượt qua và cuối cùng lật đổ chính phủ độc tài của cảnh sát dân số và được đi lại tự do.

## Cảnh sát dân số
Là thành viên thuộc chính phủ có nhiệm vụ tìm bắt các đứa trẻ thứ ba. Là những người có cuộc sống rất sung sướng vì là người kiểm soát lương thực của cả quốc gia.
Tuy là một lực lượng mạnh và có nhiều nội gián khắp nơi nhưng cuối cùng cũng bị lật đổ bởi Luke, chú Talbot và tất cả các người bạn đã cùng sát cánh giúp đỡ Luke. Cuối cùng cảnh sát dân số bị biến mất mãi mãi.

## Bộ sách
- cuốn 1 Ở giữa Sự Trốn Tránh
- cuốn 2 Ở giữa Kẻ Giả Mạo
- cuốn 3 Ở giữa Sự Phản Bội
- cuốn 4 Ở giữa Bọn Tư bản
- cuốn 5 Ở giữa Sự Dũng Cảm
- cuốn 6 Ở giữa Kẻ Thù
- cuốn 7 Ở giữa Tự Do

## Nhân vật chính
- Luke Garner (alias Lee Grant)
- Jason Barstow
- Trey
- John
- Elodie (biết đến trong tập Among the Imposters là Nina Idi)
- Mr.Hendricks
- Mr.Talbot
- Mr. Dirk